# AV Welfen Zürich
Die Akademische Verbindung Welfen (AV Welfen) ist eine 1921 gegründete Studentenverbindung in Zürich, die dem grössten Akademikerverband der Schweiz, dem Schweizerischen Studentenverein (SchwStV) angehört. Der Verein zählt nach eigenen Angaben zu den mitgliederstärksten Verbindungen der Schweiz, bestehend aus ehemaligen und aktiven Studentinnen und Studenten der Zürcher Hochschulen (Universität, ETH, Fachhochschulen) (Stand 2009).

## Geschichte

### Umfeld und Gründung
Die Akademische Verbindung Welfen wurde am 8. November 1921 in der Scheuchzerstube von fünf Mitgliedern der Akademischen Verbindung Fryburgia und zwei Mitgliedern der Stanser Gymnasialverbindung Struthonia gegründet. Sie entstand im Zuge der Reformbewegung innerhalb des Schweizerischen Studentenvereins und ist als solche der Abschluss eines mehrjährigen Ringens um eine Reformsektion in Zürich.
Die Reform des Schweizerischen Studentenvereins
Im Gegensatz zu den meisten anderen Dachverbänden von Studentenverbindungen, die als Zusammenschluss ihrer Mitgliedsvereine gegründet wurden, wurde der Schweizerische Studentenverein von Beginn weg als Dachverband gegründet. Aufgabe eines Mitglieds des Schweizerischen Studentenvereins war, nach Beginn eines Studiums in eine Verbindung desselben Dachverbandes am neuen Studienort einzutreten oder in Ermangelung einer solchen eine neue Sektion zu gründen. Im Laufe der Zeit und mit dem Wachstum des Gesamtvereins (also Schw StV) wurden die Sektionen immer stärker und selbständiger, und der Einfluss des Gesamtvereins liess nach. Insbesondere von deutschen Verbindungen wurden Sitten und Utensilien übernommen, eine Einführung eines Comments im Gesamtverein wurde allerdings, nach Ausarbeitung eines solchen, an der Generalversammlung 1878 stillschweigend nicht behandelt – das Ausleben eines solchen wurde den Sektionen überlassen.
Die Trinksitten empfanden viele als unschweizerisch, insbesondere der aufwändige Pomp, das zeitintensive Couleurstudentenleben und der damit einhergehende Alkoholkonsum wurde ab 1883 zunehmend kritisiert: So riefen die Schweizer Bischöfe in einem Bettagsmandat 1883 die Studenten zur Mässigung im Alkoholkonsum auf und verlangten die Abschaffung des Trinkzwangs. 1897 forderte der Alt-Zentralpräsident (aCP) de Montenach die Reform des Vereins:
«[Für de Montenach] ist das barocke äussere des Vereins ein Greuel, Luxus die studentische Garderobe, Verschwendung die schwere Seide der Banner, Äusserlichkeit das öffentliche Auftreten, ermüdender Ballast der Kommers».
An der Generalversammlung 1916 in Zug, auch unter dem Einfluss des Ersten Weltkrieges, wurde der Trinkzwang abgeschafft. Allerdings hielten sich die hauptsächlich angesprochenen deutschsprachigen Hochschulverbindungen – die späteren «Blockverbindungen» – nicht an die Zuger Beschlüsse. Das Zentralkomitee (CC) des SchwStV erlaubte darauf im Vereinsjahr 1916/17 die Bildung von Sektionen mit reduziertem Betrieb.
Die Reform in Zürich
In einem Bericht in der offiziellen Vereinszeitschrift Monatsrosen (heute: Civitas) des SchwStV wies die 1917 in Bern gegründete Reformverbindung AV Berchtoldia darauf hin, dass in Zürich mehr als 20 StVer (Mitglieder des Schw StV) dem Verein fernblieben. Eine Umfrage im Altherrenverband (AHV) Turicia-Kyburger, den damals bestehenden Zürcher StV-Verbindungen ergab:
- Sind sie mit der Gründung sogenannter Reformverbindungen einverstanden? j:24, n:57, e:4
- Stimmen sie der Bildung von nichtfarbentragenden Verbindungen im SchwStV zu? j:23, n:62, e:0

Am 8. November 1921 treffen sich 7 StVer (5 Fryburger, 2 Struthonen), um die Neugründung einer Sektion des SchwStV in Zürich zu besprechen. Als Initiant gilt dabei Johann Baptist Manser, späterer Prof. Dr. med et lic. iur, der sich als erster Senior zur Verfügung stellt. Am 15. November verpflichten sich 26 Mann zur Mitgliedschaft, das erste provisorische Komitee wird gewählt, drei Mitglieder sollen Statuten ausarbeiten. Als Programm gilt:
- Abbau: Weg mit der finanziellen Überbelastung, weg mit Trinkzwang, mit dem übertriebenen Comment.
- Aufbau: Förderung des gesellschaftlichen Lebens nach innen, Pflege einer herzlichen, ungezwungenen Gemütlichkeit durch Gesänge und Spiel, Pflege einer wahren Freundschaft, mehr Fühlungnahme mit dem Volke, Betätigung auf caritativem Gebiet, im Vinzenzverein.

Nach der eigentlichen Gründung ersuchte die junge Verbindung um Aufnahme im Gesamtverein. Während ein Willkommensgruss der Berner Reformverbindung Berchtoldia Begeisterungsstürme auslöst, verpflichtet die Freiburger Reformverbindung AV Fryburgia ihre Mitglieder per Beschluss zum Beitritt bei den Kyburgern. Eine erste Eingabe an das Zentralkomitee (CC) wird noch im selben Jahr (jedoch noch nicht endgültig) abgewiesen. An einer Tagung im neuen Jahr – am 4. Januar 1922 in Zürich verweigert das CC den Antrag der drei engagierten Vertreter der neuen Verbindung und entscheidet im Sinne des Zürcher Blocks – der AV Turicia und der AKV Kyburger. Die neue Verbindung lässt sich nicht beirren, sie wählt im Februar ihren Namen: Akademische Verbindung Welfen, dem Adelsgeschlecht der Welfen nachempfunden.
Die Mitglieder mobilisieren ihre Freunde allerseits, insbesondere bei den Berchtoldern, der Fryburgia, die sich nun auf deren Seite stellt, und der GV Struthonia. Bei einer weiteren Tagung im Juli prallen die Gegensätze Block und Reform erneut aneinander, eine Einigung kommt nicht zustande. Die Blockverbindungen wollen dabei nichtfarbentragende Verbindungen im Gesamtverein zulassen, lehnen allerdings die Reformsektionen als gescheitertes Experiment ab. Die Reform verlangt nichts Geringeres als ihre Anerkennung und Aufnahme in den Schweizerischen Studentenverein. Nach hitzigen Debatten an der Generalversammlung 1922 in Luzern fasst die Versammlung den Beschluss, die Gründung einer farbentragenden Verbindung mit reduziertem Kommentbetrieb auf dem Platz Zürich zu erlauben. Im selben Jahr erhält die AV Welfen die Anerkennung durch den Rektor der Universität Zürich.
1923 führen die Welfen einen Ball durch, der ihnen zum Dank einen geschnitzten Stuhl für den Senioren einbringt – gesponsert von den Damen der Verbindung, den Frauen und Freundinnen der Mitglieder. Der Ball der Welfen, schon im ersten Semester, findet in Theologenkreisen Kritiker. Ein Fahnenfonds wird geöffnet, für die GV werden Schärpen gekauft. Der 1925 gegründete Altherrenverband (AHV), in dem die Mitglieder nach Studienabschluss Aufnahme finden, spendet der jungen Verbindung die ersten Fläuse zur Fahnenweihe. Bei jeder Einführung eines solchen Verbindungsutensils wird eine grosse Diskussion geführt, ob dies nicht Verrat an den Grundsätzen sei. Als der Gründer Johann Baptist Manser 1927 in den Altherrenbund übertritt, mahnt er, der Bestand der Verbindung sei noch keinesfalls gesichert, man müsse mit aller Energie dafür sorgen, dass ihre Daseinsberechtigung, die Ideale der Gründer nicht illusorisch würden.

### Kriegswirren und Trennung
In die Zeit einer Annäherung von Block und Reform auf dem Platz Zürich Anfang der 1930er Jahre kommt für die Mitglieder der jungen Verbindung eine neue, politisch brisante Lage in Europa, welche sich je länger desto mehr zuspitzt. An den Welfen gehen die Zeichen der Zeit auch nicht spurlos vorbei, wie einige Beschlüsse und Anlässe zeigen. Am 23. Mai 1933 wird eine Resolution gegen das vom CC ausgesprochene Verbot des Eintritts in die Fronten beschlossen, welche schon einen knappen Monat später wieder zurückgezogen wird. Ein Mitglied spricht am Nikolaustag 1933 über «arische Rasse und Jugendprobleme», während gleichzeitig die Farbenfrage wieder in den Vordergrund gestellt wird – einige Mitglieder äussern Bedenken am üblichen Tragen der Verbindungsfarben an der Hochschule in den finanziell schwierigen Zeiten infolge der Weltwirtschaftskrise. Pomp und Verschwendung sei in den Köpfen der Leute immer noch mit dem Couleur verbunden. Dennoch überwiegt die Meinung, Couleur sei gerade wegen der Verhältnisse in Deutschland und Österreich ein politisches und religiöses Bekenntnis.

Während die Welfen ihre Differenzen mit den Turicern und Kyburgern beilegen können – sie nehmen am 75-Jahre-Jubiläum der Turicia 1935 und 2 Jahre darauf am 25-Jahre-Jubiläum der Kyburger teil – werden die Themen in der Verbindung immer politisch brisanter. Im Mai 1936 steigt ein Vortrag über «aktiven und passiven Luftschutz», am Ende des gleichen Jahres gleich fünf über «Werden, Wesen, Formen, Taktik und Abwehr des Bolschewismus». Ein Mitglied spricht dabei über «nationale Erneuerung», stellt ein «Versagen der Systemregierung» fest und redet von einer «straffen organisatorischen Zusammenfassung aller aufbauwilligen Kräfte, vorab der national eingestellten Jugend».
 

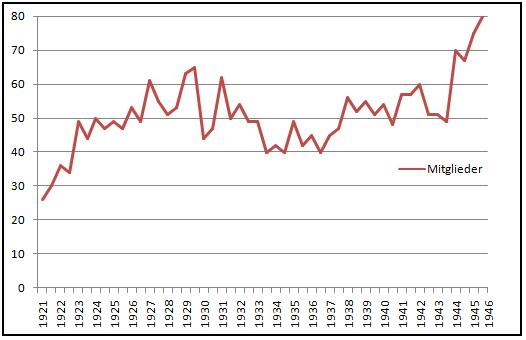
Mitgliederzahlen der AV Welfen 1921–1946

Der Wille zu Engagement zeigt sich auch darin, dass die Welfen mit Alexander Bannwart v/o Mephi 1937 ihren ersten Zentralpräsidenten und mit Theo Keller v/o Schmacht ein Mitglied des Ehrenmitgliederverbandes (EMV) stellen. Schmacht will sich gemäss seiner Antrittsansprachedarum bemühen, «alle unsere Ehrenmitglieder dazu zu bringen, dass sie ihr bestes und möglichstes tun, damit unser Lebensbund nie Stunden der Erniedrigung und [...] der Schmach erleben, wie sie unsere Schwesterverbände im Norden und Osten […] 1933 und 1938 erleben mussten». Er spricht dabei vom Verbot des Österreichischen Cartellverband und der Selbstauflösung des deutschen Cartellverbands unter dem Druck der Verhältnisse.
Nachdem das CC 1939 die neu gegründete Reformverbindung AV Froburger in Basel anerkannt hat, stellen sich die Welfen bei der Aufnahme an der Generalversammlung 1940 in Freiburg kompromisslos hinter die neue Verbindung. Die Sache beschäftigte die Convente der Welfen noch über Jahre hinweg. Während die Schweiz nun auch vom Krieg betroffen ist, sucht die Verbindung zu ihren eingezogenen Mitgliedern an der Front durch Briefe Kontakt zu halten. Die Farbenfrage verschärft sich, nachdem im November 1939 das Farbentragen nur für Stämme und offizielle Anlässe beschlossen wird, revidiert man den Entscheid schon im Januar 1940 wieder. Die Aussage «An der Front die Stahlhelme, die Mütze im Hinterland» fällt. Eine Feier zum 20-jährigen Jubiläum entfällt. Während Mobilmachungen teilweise Umstellungen in den Komitees erzwingen, findet die Verbindung regen Zulauf. 1945 zählen die Welfen 30 Füxe, wie die Neumitglieder genannt werden, die Aktivitas zählt 1946 schon 80 Mitglieder.
Die Verbindung beschäftigt sich intensiv mit den Problem, welche allzu grosse Mitgliederzahlen mit sich bringen und kommt zum Schluss, dass die Verbindung zu teilen sei. Der Altherrenverband spricht sich für eine Teilung der Verbindung aus – eine Teilung des Altherrenbunds wird verworfen. Am 26. April 1946 wird die Teilung der Verbindung definitiv beschlossen – die Verbindung Neu-Welfen aus der Taufe gehoben, die Altherrenschaft bleibt vorerst gemeinsam, und ein Kartell mit Kartell-Senior geschaffen. Der Kartellvertrag sieht einen gemeinsamen Altherrenverband, enge Zusammenarbeit und gemeinsame Anlässe vor. Die Aufnahme von Neumitgliedern wird künftig erschwert; man kann es sich leisten, Interessenten abzulehnen und auch etwa Burschenexamen als Abschluss der Fuchsenzeit werden ausgeweitet, 1947 führt man so eine Branderwoche ein.
Die deutschen und österreichischen Verbindungen der Schwesterverbände ÖCV und CV mussten sich nach dem Zweiten Weltkrieg reaktivieren. Der Schweizerische Studentenverein wollte dazu Hand bieten und teilte den Mitgliedsverbindungen einzelne Freundschaftsverbindungen zu. So kommt es 1946 zum engen Kontakt mit den drei Wiener Verbindungen Franco-Bavaria, Norica und den Babenbergern. Diese Freundschaft wird hoch geschätzt, Kontakte sind bis heute vorhanden und der Senior der Welfen trägt auch die Bänder der Freundschaftsverbindungen – bei der Franco-Bavaria hat er sogar das Anrecht, am Convent der Burschen teilzunehmen.
Das Kartell soll nicht von langer Dauer sein. Obwohl sich Welfen und Neu-Welfen für die Wahl von Robert Vögeli v/o Pips zum Zentralpräsidenten des SchwStV zusammenraufen, kriselt es intern gewaltig. Am 14. Dezember 1952 wird die Genossenschaft Palmhof gegründet, welche das Stammlokal für die Verbindung sichern soll und das Kaufrecht auf die Liegenschaft erhält. Das Kartellproblem kommt indes nicht zur Ruhe. Das Stammlokal und der Altherrenverband werden durch zwei Verbindungen zu sehr belastet. Während das Stammlokal umgebaut wird und beide Verbindungen ein Ersatzlokal beziehen, trennen sich die Wege von Welfen und Neuwelfen im 10. Juli 1955; das Kartell wird aufgelöst, die Altherrenschaft getrennt.

### Der Einfluss der 68er-Bewegung, die Frauenfrage, AV Welfen heute

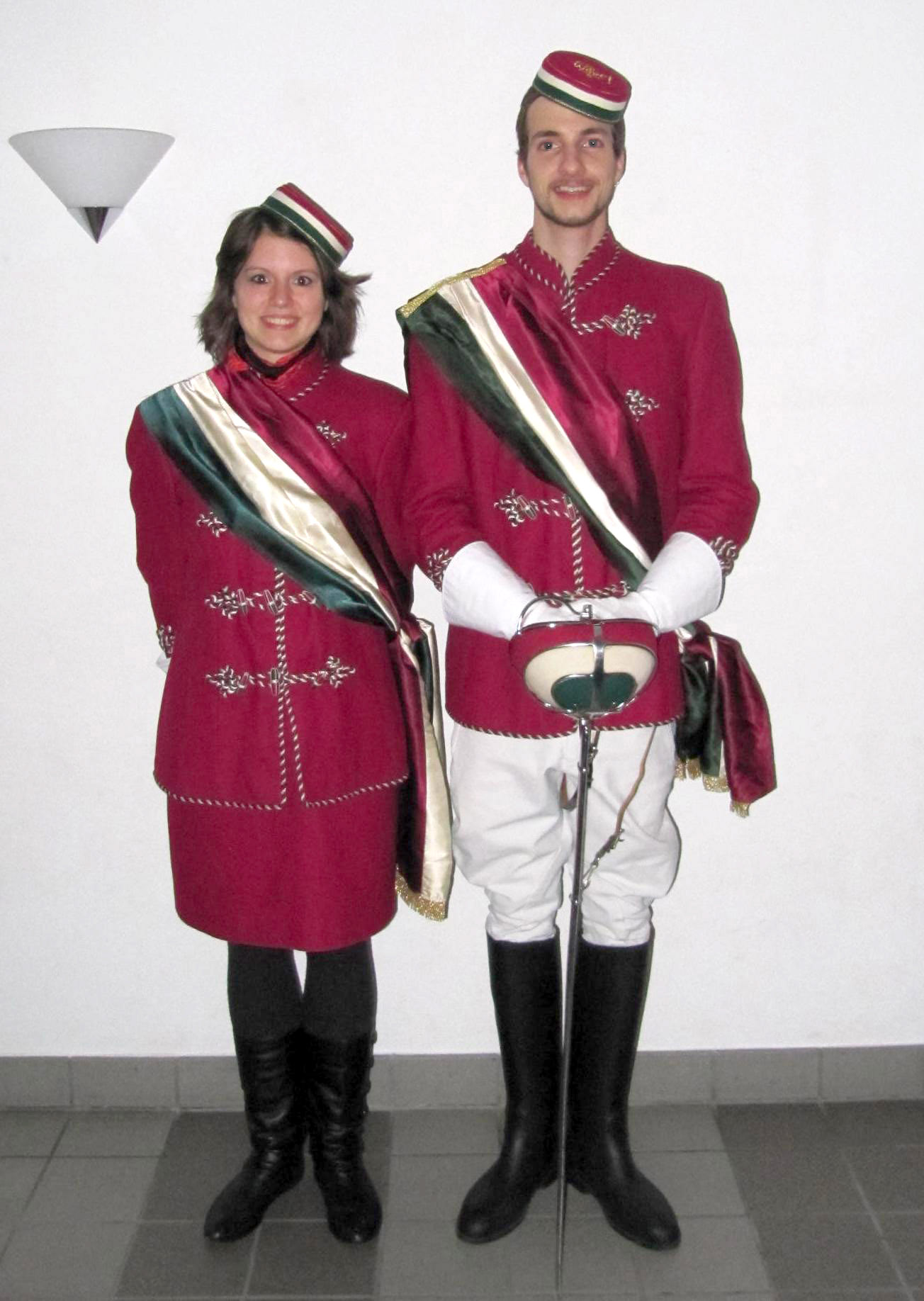
Zwei Chargierte der AV Welfen (2009)

Anfang der 60er Jahre zählen die Welfen wieder über 80 Mitglieder, erneut wird über eine Trennung gesprochen, es bleibt allerdings bei Gesprächen. Von 13 Interessenten werden im Dezember 1960 nur 10 aufgenommen, man ist aktiv und die Welfen stellen ihren dritten Zentralpräsidenten, Klaus Hug v/o Chlötzli. 1961 wird die Reform offiziell aufgelöst, sie sieht ihre Ziele als erreicht an. An ihrer Stelle entsteht die Berner Gruppe; zu ihren Gunsten wird der Versuch der Welfen, die Reform wiederzubeleben, aufgegeben. Aus Desinteresse am Gesamtverein in den einzelnen Verbindungen wird die Berner Gruppe, welche ihre einflussreichste Zeit in den 70er Jahren hatte, 1981 aufgelöst. 1983 gründet sich noch einmal eine Reformgruppe, bestehend aus den Mitgliedern der ersten und der zweiten Reform, welche 1993 wieder aufgelöst wird. Diese Gruppen hatten hauptsächlich das Ziel, im Gesamtverein einen Gegenpol zum straff organisierten Block zu bilden.
Die Welfen befürworten die Gründung der A.V. Orion in Zürich und deren Aufnahme in den Gesamtverein, welche ab 1968 auch Frauen ihre Türen öffnen. Auch bei den Welfen selber zeigen sich Zeichen der Änderung; erst führen sie 1962 mit neuen Statuten und Geschäftsordnung auch einen (Trink-)Komment anstelle des bis anhin gültigen Knigge ein, der erst nach heftigem Widerstand der Altherrenschaft im Frühjahr 1963 wieder abgeschafft wird. Nur kurz darauf wird die Farbenfrage entschieden: Gemäss Beschluss ist ab 1966 das Tragen von Mütze und Band den Welfen-Anlässen vorbehalten, an der Hochschule nicht mehr. Ab 1978 werden auch bei den Welfen Voten für die Aufnahme von Frauen laut. Nach einigen Differenzen mit dem Schweizerischen Studentenverein, insbesondere bei der Wahl von Welfen in das Zentralkomitee, ziehen sich die Mitglieder weitgehend aus dem Gesamtverein zurück. Von 1965 bis 2004 stellt sich kein Welfe für ein Amt im Zentralkomitee zur Verfügung, obwohl die Welfen immer zu den mitgliederstärksten Verbindungen zählen. Dies bringt ihr im Gesamtverein, insbesondere beim Block, oft wenig Sympathien ein.
Obwohl die Mitgliederzahlen immer auf hohem Niveau bleiben, sind Studentenverbindungen nicht eben gerade beliebt in den 70er und 80er Jahren. Die AV Orion wird in den frühen 90er Jahren, nachdem keine Neumitglieder mehr gefunden werden, vorübergehend sistiert, und wie die anderen Zürcher Verbindungen kämpfen auch die Welfen um Mitglieder. Die Mitgliederzahlen sinken stetig; an die Stelle von hohen Auflagen für Mitglieder treten vermehrt Fragen nach dem Mehrwert einer Verbindungsmitgliedschaft. Auch intern wird um engagierte Mitglieder gerungen, man versucht 1992 mit dem Slogan «Mehr Altherren an den Stamm», den Kontakt zwischen Altherren und Aktiven zu beleben. 1993 öffnen die Welfen ihre Türen den ersten zwei weiblichen Mitgliedern. Die weiblichen Neuaufnahmen sind von Anfang an vollwertige Mitglieder. Keine Statuten müssen geändert werden, der Begriff Bursch gilt bei den Welfen auch für weibliche Mitglieder. 1996 wird die erste Frau in das Amt des Seniors gewählt.
Am 3. Mai 2002 wird die Palmhof-Stiftung gegründet. Sie tritt an die Stelle der Palmhof Genossenschaft, mit dem Ziel, auch weiterhin die Welfenhäuser zu erhalten, darin günstigen Wohnraum für Studenten zur Verfügung zu stellen und den Welfen-Stamm in Zukunft für die Welfen zu sichern.

## Vereinseigenschaften der AV Welfen

Fahnen der AV Welfen
3. Welfenfahne 1971
4. Welfenfahne 2006

### Statuten
Die AV Welfen gliedern sich in zwei eigenständige Vereine mit Sitz in Zürich, die Akademische Verbindung Welfen und den Altherrenverband Welfen. Statuten, Geschäftsordnung und Ususbuch regeln das Vereinsleben. Mitgliedschaftsbedingungen sind für die Aktivitas, eingeschriebener Student oder Studentin einer Zürcher Hochschule zu sein – eng mit der Verbindung verbundene Personen können als Hospitanten aufgenommen werden. Nach Abschluss der Aktivenzeit ist ein Übertritt in den Altherrenverband möglich.
Dazu kommt die Palmhof Stiftung, welche die Welfenhäuser an der Universitätstrasse 21 und 23 verwaltet. Die AV Welfen sind im Stiftungszweck genannt. Es gibt ebenfalls die Stiftung Bursa amicitiae sacrae, die in Not geratenen Welfen helfen kann.

### Wahlspruch

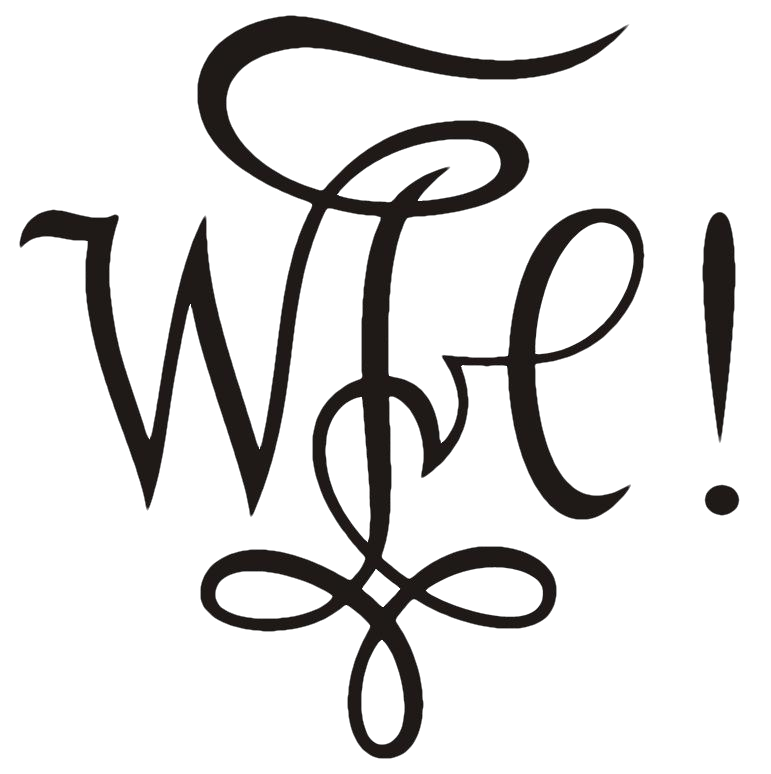
Zirkel der AV Welfen

Der Wahlspruch der Welfen ist: Nec timere nec terrere (lat. Weder fürchten noch erschrecken). Da die Gründer im Zuge der Reformbewegung im Schweizerischen Studentenverein an bestehenden Formen rüttelten, wollte man seine Gesinnung durch den Wahlspruch zum Ausdruck bringen. Man fürchtet sich nicht vor anderen oder davor, neue Wege zu beschreiten, aber man will auch niemanden verschrecken.

### Zirkel
Der Welfenzirkel ist ein couleurstudentisches Monogramm von 4 Buchstaben, V, C, F, W, und einem Rufzeichen.

Diese Buchstaben stehen für VIVANT CRESCANT FLOREANTQUE WELFEN (Die Welfen mögen leben, wachsen und gedeihen).

Das Rufzeichen steht für IN AETERNUM und bedeutet, dass die Verbindung noch aktiv ist, also noch aktive Studenten und Studentinnen in ihren Reihen hat.

Das stilisierte W auf der linken Seite steht für den Namen der Verbindung, Welfen.

Das stilisierte V und C auf der rechten Seite stehen für VIVANT (lebe) und CRESCANT (wachse).

Der mittlere Teil bildet ein stilisiertes F und steht für FLOREANT (blühe oder gedeihe).

## Bekannte Mitglieder (Auswahl)
- Raymund Breu, CFO Novartis
- Gion Condrau (1919–2006), Psychiater, Arzt und Psychotherapeut, Alt-Nationalrat
- Eugen David (* 1945), Alt-Ständerat
- Bruno Frick (* 1953), Alt-Ständerat
- Kurt Furgler (1924–2008), Alt-Bundesrat
- Thomas Stocker (* 1959), Professor, Klimaforscher und IPCC-Mitglied
- Pierin Vincenz (* 1956), Manager